# Shahrestān di Khodabandeh
Lo shahrestān di Khodabandeh (in farsi شهرستان خدابنده) è uno degli 8 shahrestān della regione di Zanjan, il capoluogo è Qeydar. Lo shahrestān è suddiviso in 4 circoscrizioni (bakhsh): 
- Centrale (بخش مرکزی)
- Afshar (بخش افشار), capoluogo Garmab.
- Bazineh Rud (بخش بزینه‌رود), capoluogo Zarrin Rud.
- Sojas Rud (بخش سجاس‌رود), capoluogo Sojas.